# Delokalisatie (economie)
Delokalisatie beschrijft het proces als bedrijven een economische activiteit naar het buitenland verplaatsen. Meestal wordt dit gedaan vanwege kostenbesparing of vanwege soepeler regelgeving elders. Veel bedrijven in West-Europa hebben bijvoorbeeld de daadwerkelijke productie verplaatst naar zogenoemde lagelonenlanden, waar ze veel lagere lonen kunnen uitbetalen: in het jargon van veel economen vaak "arbeidskosten" genoemd. Ook callcenters worden steeds vaker naar het buitenland verplaatst. Delokalisatie is een van de verschijnselen van globalisering.
Een populaire "bestemming" binnen Europa is Ierland, waar een gunstig belastingklimaat heerst. Callcenters van Amerikaanse bedrijven worden steeds vaker verplaatst naar India, en hetzelfde geldt voor de productie van software. Industriële productie wordt vooral naar echte lagelonenlanden verplaatst.
Reshoring is het terughalen van werkzaamheden naar het land van oorsprong. De Nederlandse minister van Sociale Zaken en Werkgelegenheid zag in de Participatiewet kansen voor gemeenten om laaggeschoold werk terug te halen naar Nederland.